# اوزبیک خان
سلطان غیاث الدین محمد اوز بیگ خان یا سلطان محمد اوزبیک بیشتر شناخته شده به نام اوزبیک خان یا اوز بیگ خان، نخستین خان مسلمان در اردوی زرین بود. وی بعد از به قدرت رسیدنش، اسلام را دین رسمی دولت اردوی زرین اعلام کرد. بعد از وی پسرش جانی بیگ حاکمیت را به دست آورد.
اوز بیک خان پسر طغریل بیگ دهمین پسر منگو تیمور بود.
در ابتدا بسیاری از اشراف مغول بر ضد او بودند و توطئه ای برای کشتن خان جدید ترتیب دادند. اوز بیگ نقشه را کشف کرد و شورشیان را سرکوب کرد.
پذیرفتن اسلام به عنوان یک دین دولتی منجر به توطئه شاهزادگان شامانی و بودایی شد که آنها را به شدت تحت سلطه خود درآورد. 
اوز بیگ قاطعانه اسلام را در میان اردوی طلایی گسترش داد و اجازه داد فعالیت های تبلیغی در مناطق اطراف گسترش یابد.
در درازمدت، اسلام خان را قادر ساخت تا مبارزات بین جناحی در اردو را از بین ببرد و نهادهای دولتی را تثبیت کند.از اوز بیگ به بعد، خان های اردوی طلایی همگی مسلمان بودند.
اوز بیگ نسبت به مسیحیان بسیار بردبار بود که نمونه آن نامه تشکری است که از پاپ جان بیست و دوم دریافت کرد که در آن رهبر مسیحی از اوز بیگ به خاطر رفتار مهربانش با مسیحیان تشکر کرد.

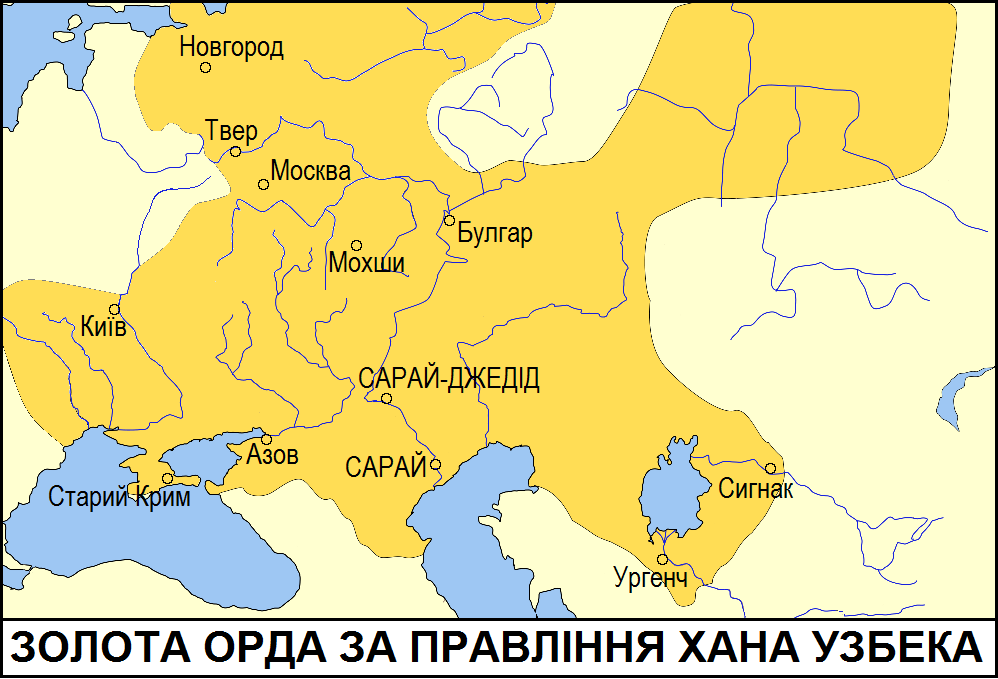
قلمرو حکومت اوز بیگ خان

بسیاری از نویسندگان عرب و ایرانی قرن 14 تا 15، اوز بیگ خان را به عنوان یک دولتمرد توانا و فردی خوش قلب و دلسوز توصیف کردند. 
به عنوان مثال، ابن بطوطه، که در سال 1333 با وی ملاقات شخصی داده شد، خان را بسیار تحسین کرد و چنین نوشت: "او یکی از آن هفت پادشاه است که بزرگترین و قدرتمندترین پادشاهان جهان هستند." مورخ المفضل او را جوانی با ظاهر خوب، شخصیت عالی، مسلمان خوب، شجاع و پرانرژی توصیف کرده است. 
جغرافی دان و مورخ العینی می نویسد: مردی شجاع و شجاع، متدین و ارجمند، دانشمندان را دوست می داشت، به سخنان آنان گوش می داد، به آنان اعتماد می کرد، به آنان رحم می کرد، شیوخ را زیارت می کرد و به آنان نیکی می کرد. 